# Kai Rosenkranz
Pour les articles homonymes, voir Rosenkranz.
Kai Rosenkranz est un compositeur, sound designer, graphiste et game designer allemand né le 28 juillet 1980 à Bochum. Il est particulièrement reconnu pour avoir écrit les musiques de la série de jeux vidéo Gothic et de Risen.

## Biographie
Durant l'adolescence il rêve de devenir développeur de jeux vidéo et fait ses armes sur un projet personnel. Visitant les studios de sa région il apprend que Piranha Bytes recherche un responsable son et musique. Embauché en 1998 directement après le lycée pour s'occuper de la bande son de Gothic, il en profite pour se former à l'infographie et au game design. Le jeu sort finalement en 2001. Directeur audio du studio, il élabore la musique et le sound design de Gothic II (2002) ; pour Gothic 3 (2006), il fait appel à un orchestre et un chœur, et son travail est récompensé aux German Game Developer Awards.
Après la sortie de Risen en 2009 il quitte Piranha Bytes pour fonder Nevigo, une société de production d'outils pour le jeu vidéo. Leur produit phare, articy:draft, permettant de gérer le scénario d'un jeu, est récompensé en 2012 aux European Innovative Games Awards et est utilisé notamment par BioWare.

## Compositions

### Jeux vidéo
- 2018 : Leisure Suit Larry: Wet Dreams Don't Dry
- 2009 : Risen
- 2006 : Gothic 3
- 2003 : Gothic II : Night of the Raven
- 2002 : Gothic II
- 2001 : Gothic

### Albums personnels
- Journey Home (en cours de production)